# بدایت‌الله میرزا
بدایت الله میرزا  از سیاستمداران ایرانی بود، که در دوره نخست بعنوان نماینده تبریز در مجلس شورای ملی حضور داشت.